# Kily González
Cristian Alberto González Peret (* 4. srpna 1974, Rosario), známý též jako Kily González, je bývalý argentinský profesionální fotbalista, který hrál na pozici záložníka. Mezi roky 1995 až 2005 nastupoval za argentinskou reprezentaci, za kterou odehrál přes 50 zápasů.

## Klubová kariéra
Zprvu hrál v rodném městě za tým Rosario Central. V roce 2019 pro španělský deník Marca uvedl, že v tomto období byl blízko přestupu do Realu Madrid, který se ale nakonec neuskutečnil a González poté přestoupil do jiného argentinského týmu Boca Juniors.
Zde si v sezóně 1995/96 zahrál s Diegem Maradonou.

### Valencia
V ročníku 1999/2000 už patřil Valencii, kde ho vedl trenér Héctor Cúper. Prosadil se do základní sestavy vedle hráčů jako byli Gaizka Mendieta nebo Claudio López a ačkoli Valencia nevstoupila do sezony dobře, obsadila nakonec třetí pozici. Tým spoléhající na brankáře Cañizarese se dostal do dobré formy v rámci Ligy mistrů. Kily González se trefil v úvodním utkání doma proti Rangers a měl podíl na výhře 2:0.
Valencia v konkurenci Glasgow Rangers, Bayernu Mnichov a PSV Eindhoven postoupila do druhé skupinové fáze, kde narazila na Bordeaux, Fiorentinu a Manchester United. González se trefil znovu v úvodu a přispěl k domácí výhře nad Bordeaux 3:0.
Později se znovu prosadil proti Bordeaux a pomohl k venkovní výhře 4:1.
Ve čtvrtfinále proti římskému Laziu Valencia zvítězila 5:2 i díky hattricku Gerarda Lópeze, sám González se gólově neprosadil, ale měl k tomu několik příležitostí.
Přes venkovní prohru 0:1 zamířila Valencia do semifinále, kde se střetla s Barcelonou. González doma táhl vlastní mužstvo k vítězství 4:1 a na levé straně dělal potíže soupeřovu obránci Puyolovi. Ve 43. minutě jeho centr našel útočníka Angula, který poslal Valencii do vedení 2:1. Krátce poté se Mendieta prosadil z penalty. V 92. minutě nastavení měl podíl na gólu Lópeze, který zvýšil na konečných 4:1.
Porážka 1:2 na hřišti Barcelony nic neměnila na postupu do finále, kde se Valencia střetla s Realem Madrid. González odehrál celý zápas, ale jeho tým prohrál 0:3.
V dalším ročníku 2000/01 v La Lize odehrál 22 zápasů, Valencia skončila v tabulce až pátá. Valencia posílila mužstvo o ofenzivního záložníka Aimara nebo útočníka Carewa. Tým se znovu kvalifikoval do Ligy mistrů, kde González ve skupině jediným gólem rozhodl zápas na hřišti nizozemského SC Heerenveen.
V březnu jedním gólem přispěl k demolici Sturmu Graz 5:0 na jeho hřišti.
Valencia se přes Arsenal a Leeds United dostala do druhého finále v řadě. González nastoupil proti Bayernu Mnichov od začátku a jeho tým se dostal do brzkého vedení po proměněné penaltě Mendiety. Effenberg srovnal také z penalty a zápas nebyl rozhodnutý ani po prodloužení. Nastal penaltový rozstřel, González svoji penaltu v šesté sérii proměnil, ale v sedmé na Linkeho gól neodpověděl Pellegrino, Bayern tak vyhrál 5:4.
V létě 2001 se spekulovalo o jeho možném odchodu, ale nakonec v mužstvu zůstal.
Nový trenér Rafael Benítez nasadil Gonzáleze do 26 utkání La Ligy. Valencia tuto sezonu získala mistrovský titul po více než 30 letech. González už ale nebyl pro tým tak zásadní jako předchozí sezóny.
Do 3. kola Poháru UEFA kvůli zranění nezasáhl,
ale byl k dispozici ve 4. kole proti švýcarskému Servette. Ve čtvrtfinále proti Interu pobyl na hřišti necelou hodinu, v 56. minutě byl ale vyloučen a zmeškal tak odvetný zápas.
V odvetě vyhrál Inter doma 1:0.
V ročníku 2003/04 odehrál v lize 13 zápasů, dalších šest pak v Lize mistrů. Na jaře se na několik týdnů zranil, poté co jej v zápase s Bilbaem fauloval Aitor Karanka.
Trenér Benítez na levém křídle sázel na mladého Španěla Vicenteho, González proto odešel do Interu jako volný hráč.

### Inter Milán
V ročníku Serie A 2003/04 zasáhl do 21 zápasů. Na začátku dubna nastoupil v základu do derby proti Juventusu, dal si ale vlastní gól když srazil balon Camoranesiho do brány Alberta Fontany. Inter nicméně utkání zvládl a zvítězil 3:2.

Byl nasazen do úvodního zápasu Ligy mistrů s Arsenalem, který Inter vyhrál 3:0. Stál u zrodu gólové akce, když využil špatné poziční hry Laurena a nacentroval míč van der Meydemu, který překonal Lehmanna.
Inter nakonec skončil už ve skupině, v Serii A získal až čtvrté místo.

## Styl hry
González byl dostatečně silným, aby jej soupeř snadno neobral o balon. Disponoval dovedností jak krátkých, tak dlouhých přihrávek.

## Úspěchy
Zdroj:
Argentinská reprezentace
- Letní olympijské hry (1× vítěz)
  - 1. místo: 2004
- Copa América
  - 2. místo: 2004

Valencia CF
- La Liga (1× vítěz)
  - 1. místo: 2001/02
- Supercopa de España (1× vítěz)
  - 1. místo: 1999
- Liga mistrů UEFA
  - 2. místo: 1999/00, 2000/01

Inter Milán
- Serie A (1× vítěz)
  - 1. místo: 2005/06
- Coppa Italia (2× vítěz)
  - 1. místo: 2004/05, 2005/06

Individuální
- UEFA Tým sezóny
  - 2001[21]